# هربرت أ. شيبرد
هربرت أ. شيبرد (بالإنجليزية: Herbert A. Shepard) هو كاتب أمريكي، ولد في 1930، وتوفي في 1985.